# Domingo de Santo Tomás
Domingo de Santo Tomás Navarrete O.P. (Sevilla, España, 1499 - La Plata, Perú, 28 de febrero de 1570) fue un fraile dominico español, gramático y obispo de Charcas (actual Sucre). Es considerado representante del pensamiento lascasiano en el virreinato del Perú.
Obtuvo el grado de doctor en teología por la Universidad de San Marcos durante el gobierno de su primer rector, por lo que es considerado el primer graduado universitario de la universidad más antigua de América. Preparó la primera gramática descriptiva y el primer diccionario más antiguos conocidos para las lenguas quechuas, por lo que el estudioso peruano Raúl Porras Barrenechea le dio el apelativo de Nebrija indiano en analogía a la obra de Antonio de Nebrija, quien redactara la primera gramática del español. Es también el autor del primer texto escrito en quechua conocido, la "Plática para todos los indios" que aparece como anexo en su gramática. Es reputado por haber ofrecido la  primera descripción lingüística del fenómeno de la clusividad.

## Misionero
Nació en Sevilla de modesta familia. Ingresó al Convento San Pablo el Real de Sevilla, donde vistió el hábito de la Orden de Predicadores en 1520. Al año siguiente hizo la profesión religiosa y permaneció allí hasta terminar su formación religiosa. 
Pasó al Nuevo Mundo según su propio testimonio en 1540. Llegado al Perú se dedicó a la evangelización en el valle de Trujillo y Huaylas a la par fundó conventos en Chicama, Yungay y Chincha, predicó también en Chancay y Auqallama, y Conchucos y en otros pueblos. Aprovechando su contacto con los indígenas para conocer sus costumbres y aprender su lengua.
Llegó a ocupar cargos importantes dentro de la Provincia dominicana del Perú. En 1545 fue elegido prior  del Convento del Santísimo Rosario de Lima. Y después el Capítulo provincial de 1548 le nombró Predicador General y Lector de Teología del convento de Lima, y además creó el Estudio General en cuya marcha colaboró decididamente junto a fray Tomás de San Martín, O.P., base de la Universidad de San Marcos de Lima. También, encomendó a fray Domingo y  fray Miguel de Céspedes, O.P. evangelizar las encomiendas de Huarochirí, Canta, Checras y Cajatambo. Durante el año 1549, como miembro de la comisión formada por el gobernador Lic. Pedro de La Gasca, junto al arzobispo Loayza, el provincial fray Tomás de San Martín, O.P. y el oidor Andrés Cianca, participó en la tasación de los tributos con la finalidad de limitar la sobreexplotación de los indígenas. En 1551 fue nombrado visitador general de la provincia y al año siguiente vicario general. El Capítulo Provincial de 1553 lo eligió prior provincial de la Provincia San Juan Bautista del Perú; y también, decidió establecer la Real Universidad en el convento de Lima, conforme al privilegio que había dado el emperador Carlos V. 
A principios de 1556 viajó a Europa con el propósito de informar a la Corte sobre la deplorable condición de los nativos, hacer imprimir sus obras, conseguir más religiosos dominicos para el Perú y con la intención de participar en el Capítulo General de la Orden dominicana, pero que al final no pudo asistir. Se entrevistó dos veces con el rey Felipe II, cumpliendo así su primer propósito, y gestionar a nombre de los indígenas la oposición a la declaración de perpetuidad de las encomiendas, ya que tenía  de sus representantes el poder concedido a él y a fray Bartolomé de Las Casas, O.P., con quién mantenía una estrecha relación. Y también consiguió varios privilegios del Papa y del Maestro General de la Orden de Predicadores.

## Lingüista quechua y etnólogo

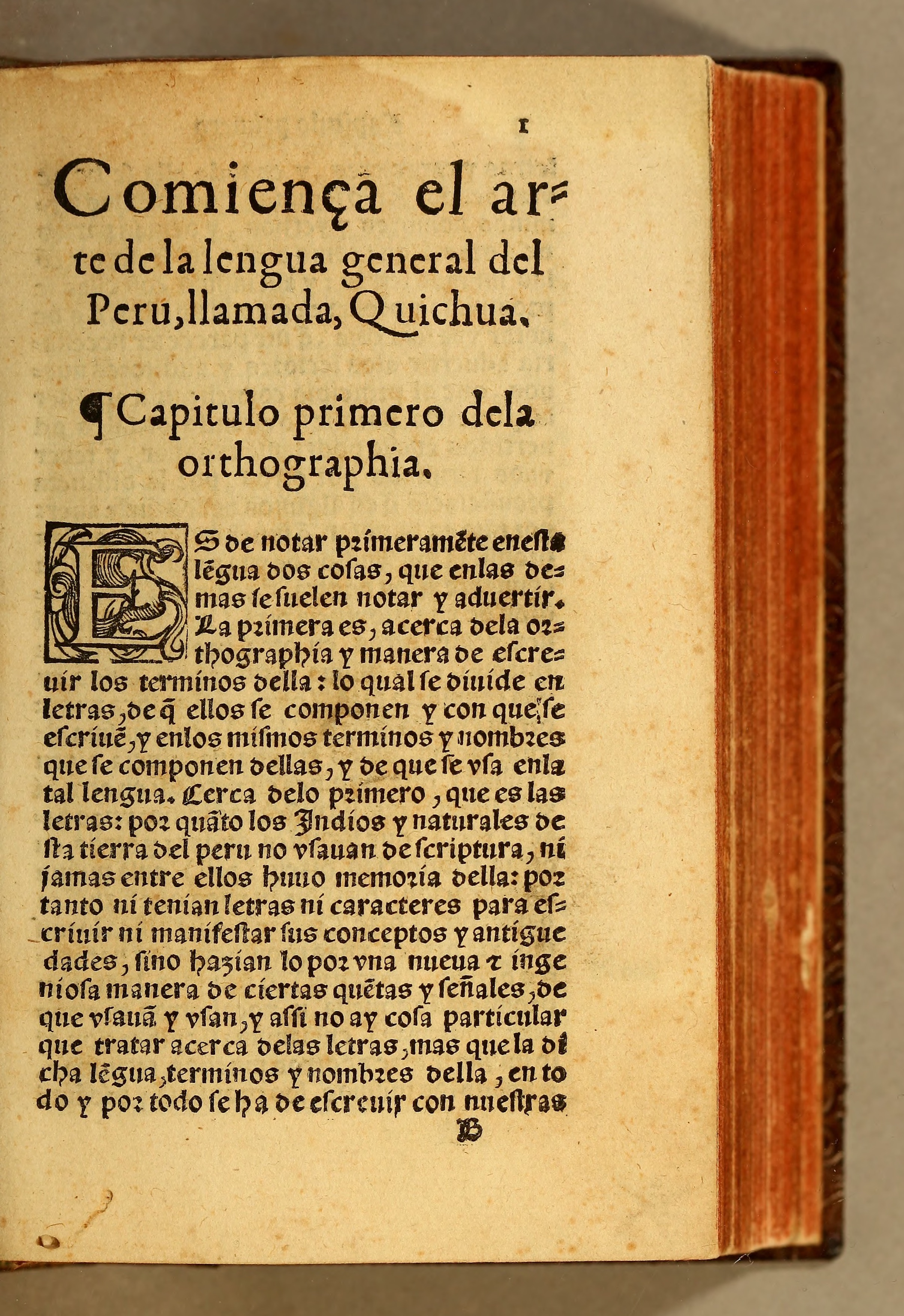
Primer capítulo de la Grammatica, o Arte de la lengua general de los Indios de los reynos del Peru (Valladolid, 1560)

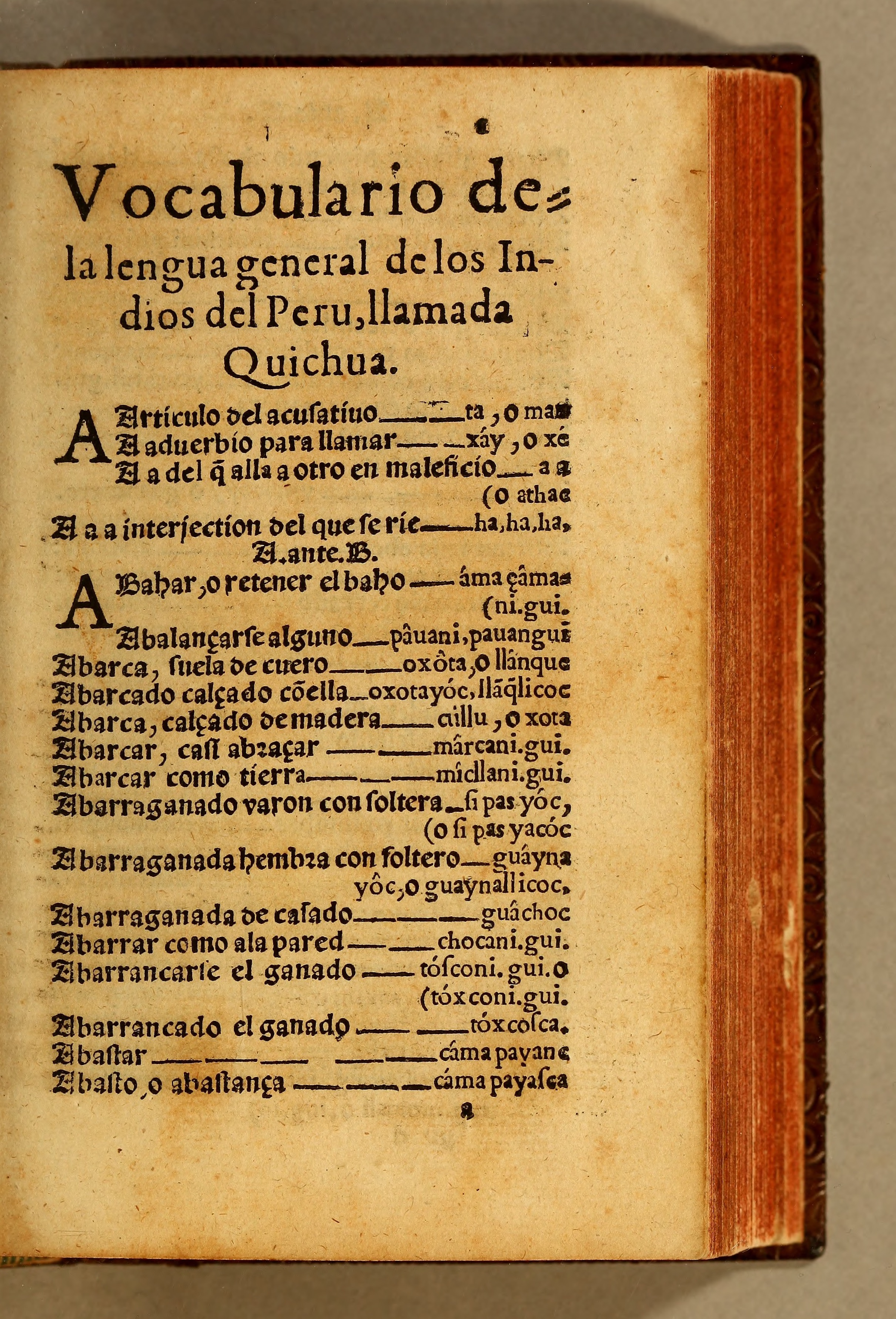
Comienzo de la lista de vocabulario en el Lexicon, o Vocabulario de la lengua general del Peru (Valladolid, 1560)

En 1560 publicó en Valladolid la primera Gramática o arte de la lengua general de los indios de los reinos del Perú y el primer Lexicón o Vocabulario de la lengua general del PERV. Las primeras obras impresas en la lengua Quechua, el nombre genérico que dio fray Domingo a la lengua indígena, que nombraba haciendo a sus hablantes por la región de origen. El propósito de sus obras tenía una doble finalidad: ayudar a otros religiosos a aprender el qhichwa para transmitir el mensaje del Evangelio y demostrar la capacidad que tenían los naturales para manejar una lengua de civilización, es decir, reafirmar la humanidad y la capacidad racional de los nativos. Por otra parte, fue informante valioso para las obras del cronista Pedro Cieza de León, como también para fray Bartolomé de Las Casas, O.P., que informó sobre el modo de vida de los naturales, para su obra Apologética historia sumaria.

## Obispo de La Plata (Charcas)
De regreso a Lima a principios de 1561, como procurador legal de los indios del Perú, continuó luchando contra las pretensiones de los encomenderos de perpetuar el sistema de la encomienda,  recorrió durante el año 1562 parte del virreinato peruano desde Lima hasta La Plata asistiendo a numerosas juntas con los caciques para tratar el negocio de la compra de la perpetuidad de las encomiendas junto al Lic. Polo de Ondegardo, comprobando la negativa de los naturales.
A principios de 1562 fue presentado para obispo de Charcas por el rey Felipe II por la vacancia de la sede platense. Fray Domingo al saber de su nombramiento se excusó de asumir el encargo. Preconizado por el papa Pío IV en el consistorio de 6 de julio de 1562, las bulas le llegaron en noviembre de 1563. Finalmente, ante los pedidos del Virrey Conde de Nieva y el Arzobispo de Lima, fray Jerónimo de Loayza, O.P., declinó su negativa, y fue consagrado en la iglesia de Santo Domingo de Lima por el mismo arzobispo Loayza, su compañero del movimiento lascasiano, el 26 de diciembre de 1563. Después se dirigió a su sede episcopal en la ciudad de La Plata, provincia de los Charcas (1564). Como primer obispo residente se dedicó a la organización de su diócesis, concluyó la construcción de la catedral, y fundó una casa de recogimiento. En 1567 participó en el II Concilio Provincial Limense, convocado para aplicar los mandatos del Concilio de Trento. De regreso a su diócesis se encargó a poner en práctica las determinaciones del Concilio Limense; y además tuvo que enfrentarse a la oposición de su cabildo catedralicio y a la enfermedad que fue minando su salud. Después de más de seis años de haber ejercido un fecundo episcopado, y servicio en defensa de los nativos, falleció el 28 de febrero de 1570. Llorado por todo el pueblo y principalmente por los indígenas, fue sepultado en la iglesia Catedral de La Plata.

## Obras
- Relación a S. M. acerca de los vejámenes que sufren los indios (Los Reyes, 1 de julio de 1550).
- Gramática o arte de la lengua general de los indios de los reinos del Perú (Valladolid, 1560; texto disponible aquí)
- Lexico o Vocabulario de la lengua general del Peru (Valladolid, 1560).
- Plática para todos los Indios (1560)
- Memorial de Fray Bartolomé de Las Casas, obispo que fue de Chiapas, y Fray Domingo de Santo Tomás, O.P., provincial del Perú, presentado al Consejo de Indias (1560?)
- Relación del P. Fray Domingo de Sancto Thomas al Reverendo Obispo Don Fray Bartholomé de Las Casas, de lo que conviene proveer para el mejor aumento y conservación de los naturales en los reynos del Perú (Los Reyes, marzo de 1562?).
- Carta o relación a S.M. sobre diversos asuntos muy importantes al gobierno temporal y espiritual (Los Reyes, 10 de diciembre de 1563).
- Y más de 40 cartas a diferentes personas.